# Collegiata dei Santi Simone e Giuda
La collegiata dei Santi Simone e Giuda è un luogo di culto cattolico, sede dell'omonima parrocchia, di Radicondoli, in provincia di Siena e diocesi di Volterra.

## Descrizione dell'edificio

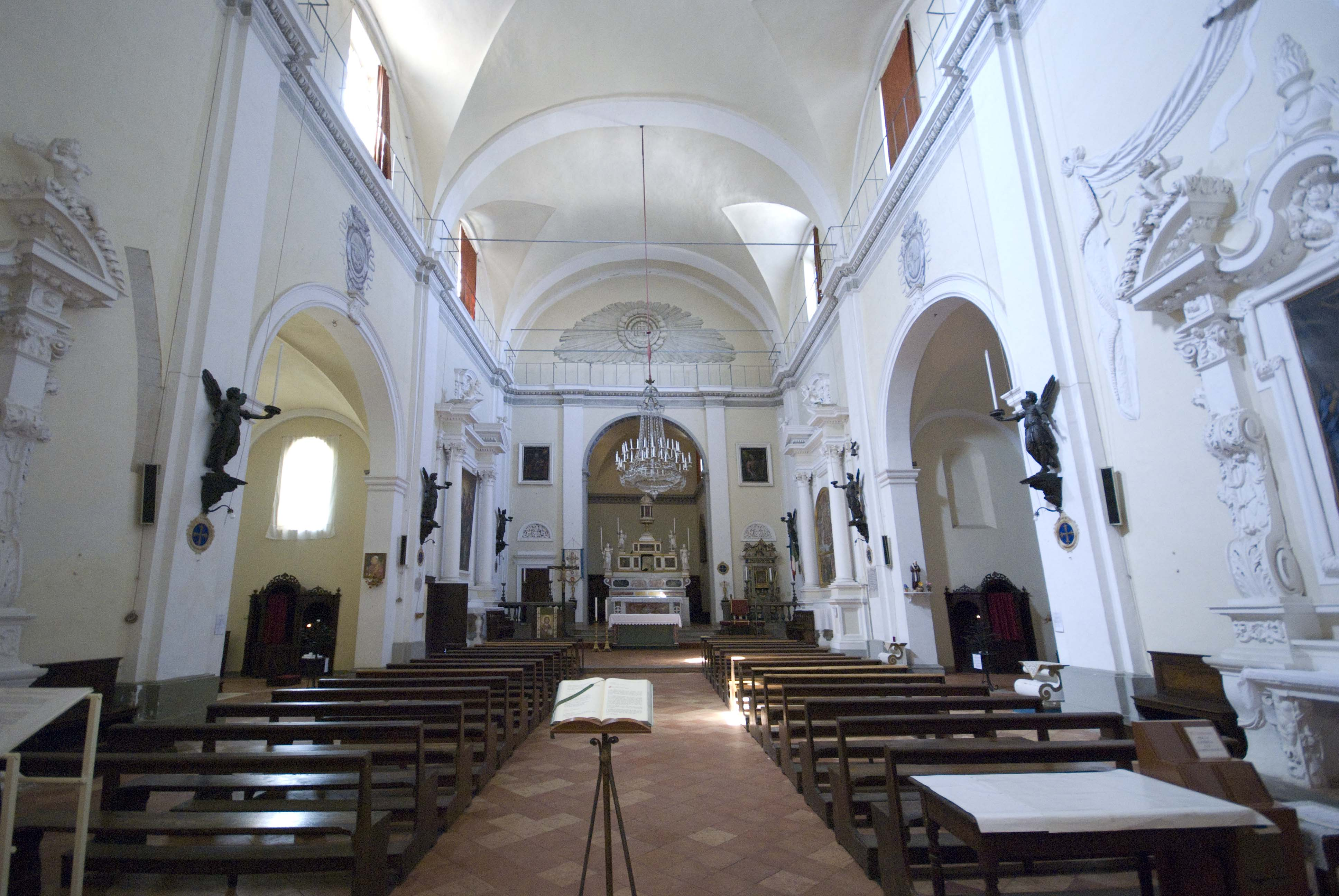
Interno della chiesa

È un edificio cinquecentesco di semplici forme con alto campanile, ricavato da un'antica torre.
All'interno si trova una pala resecata con l'Assunzione della Vergine, Natività e santi del senese Pietro di Domenico e una Madonna col Bambino trecentesca.
Da segnalare anche un ciborio in legno, con parti dipinte da Alessandro Casolani, pittore senese operante nella seconda metà del Cinquecento, e due tele del medesimo (la Natività e il Transito di Maria).

## Galleria d'immagini

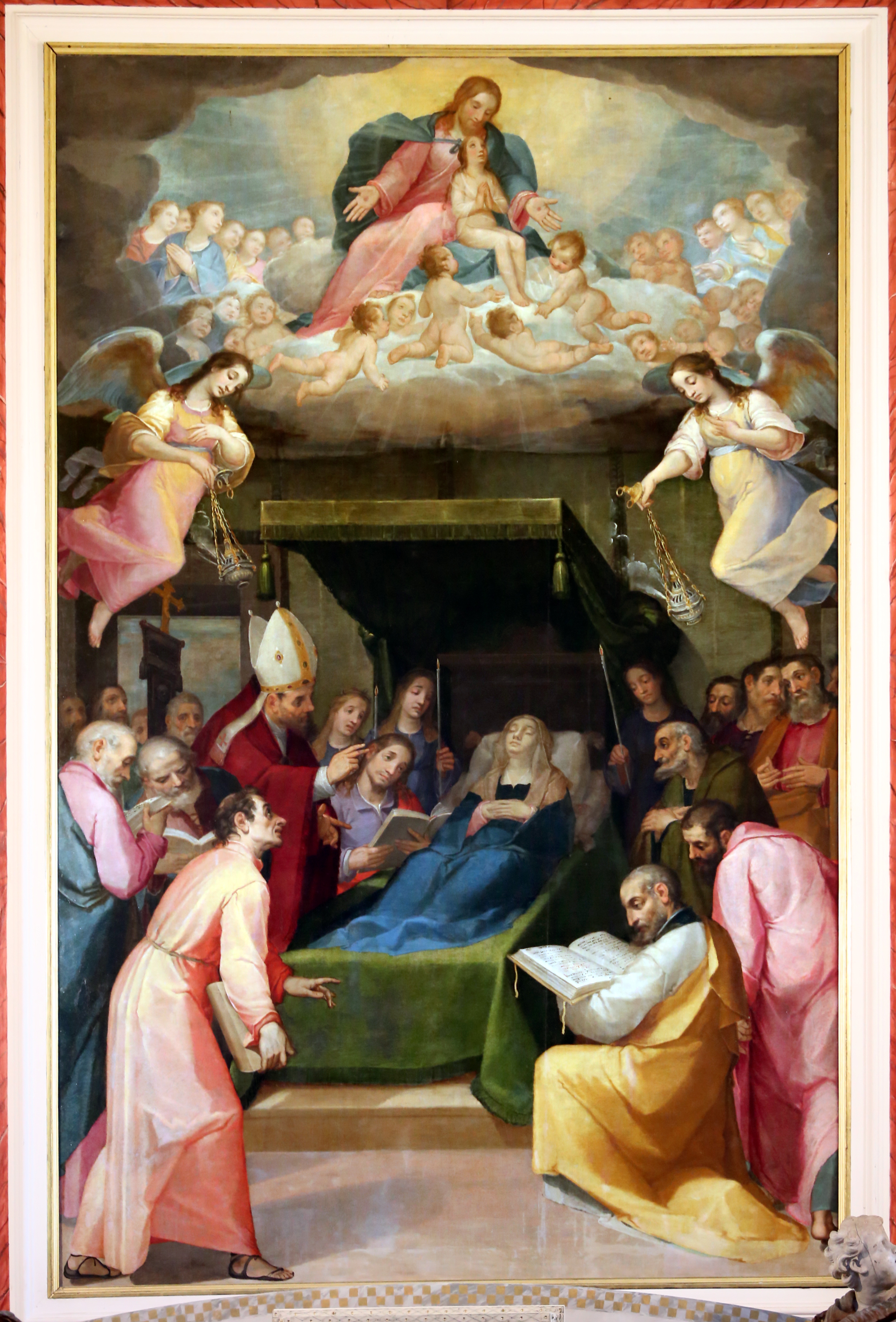
Transito di Maria di Alessandro Casolani
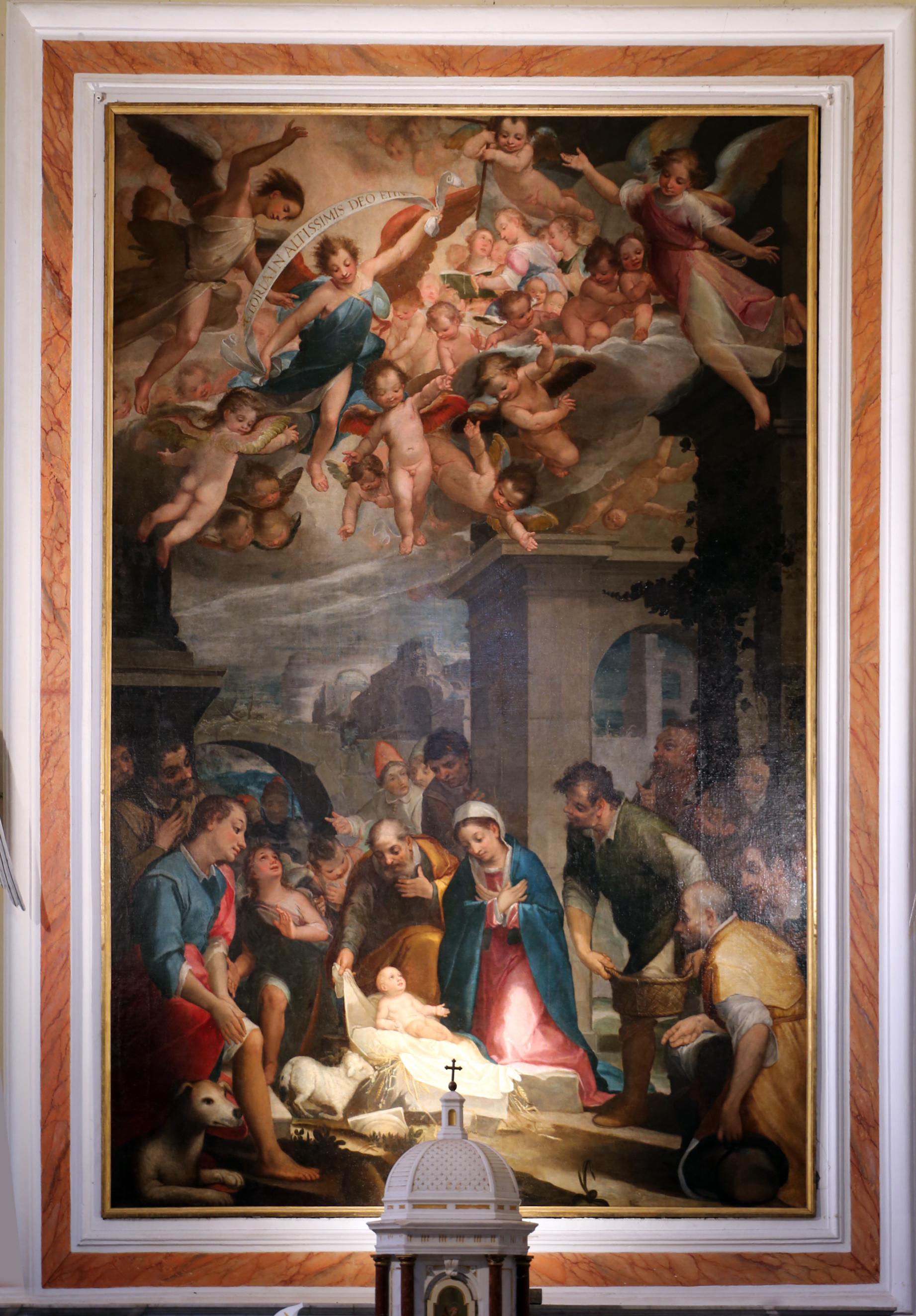
Natività di Alessandro Casolani
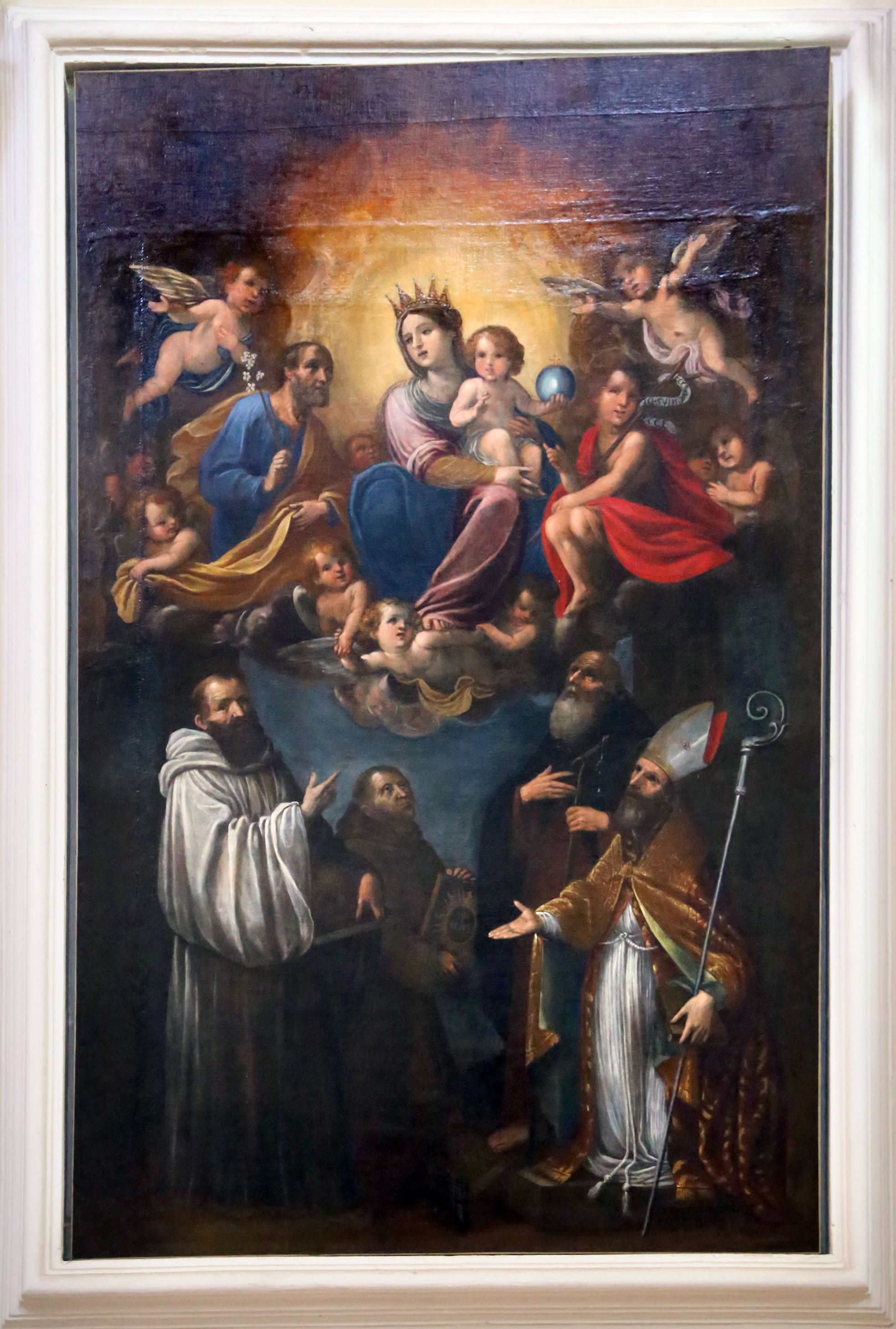
Madonna con San Giovanni Battista di Astolfo Petrazzi
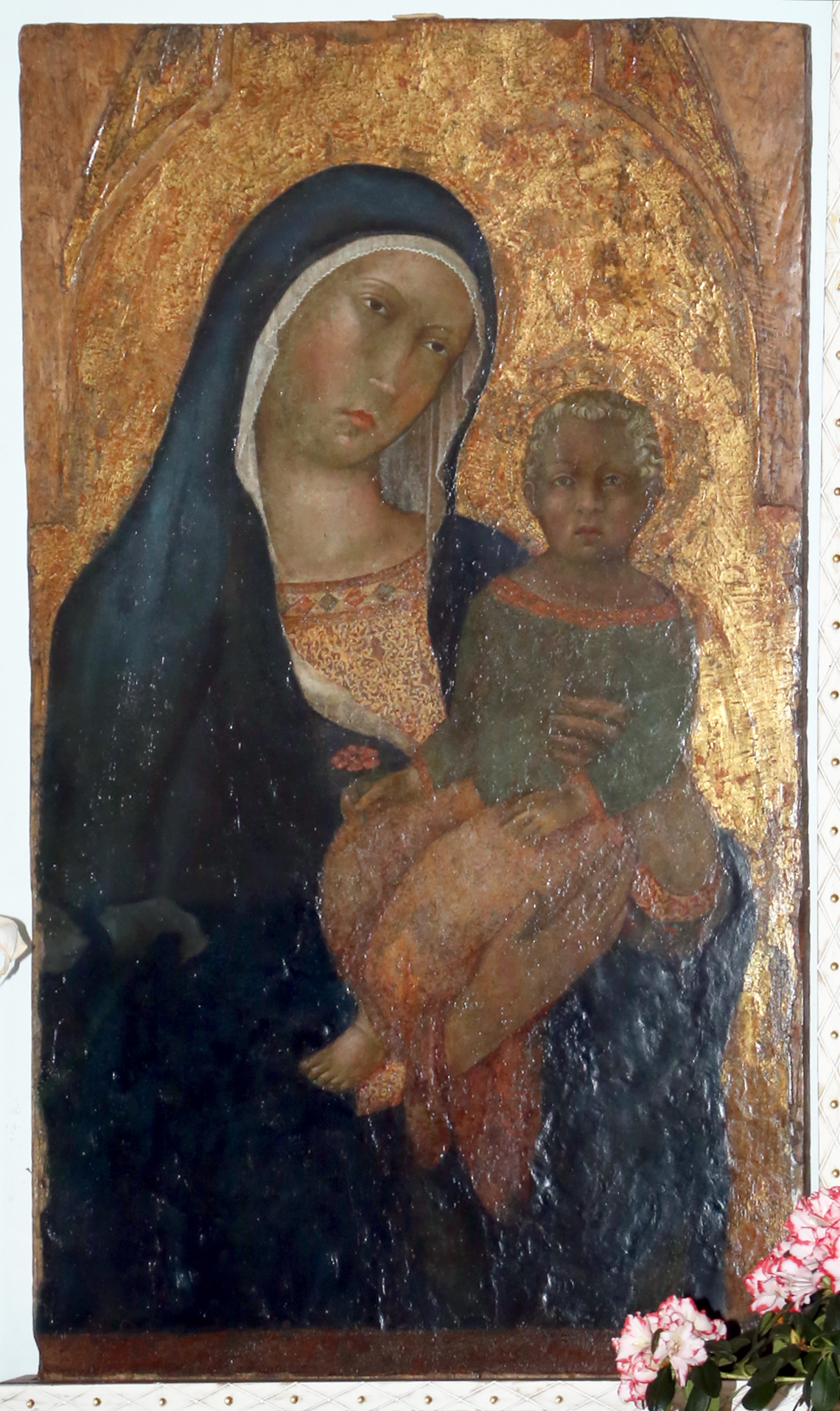
Madonna della Mercede di Naddo Ceccarelli
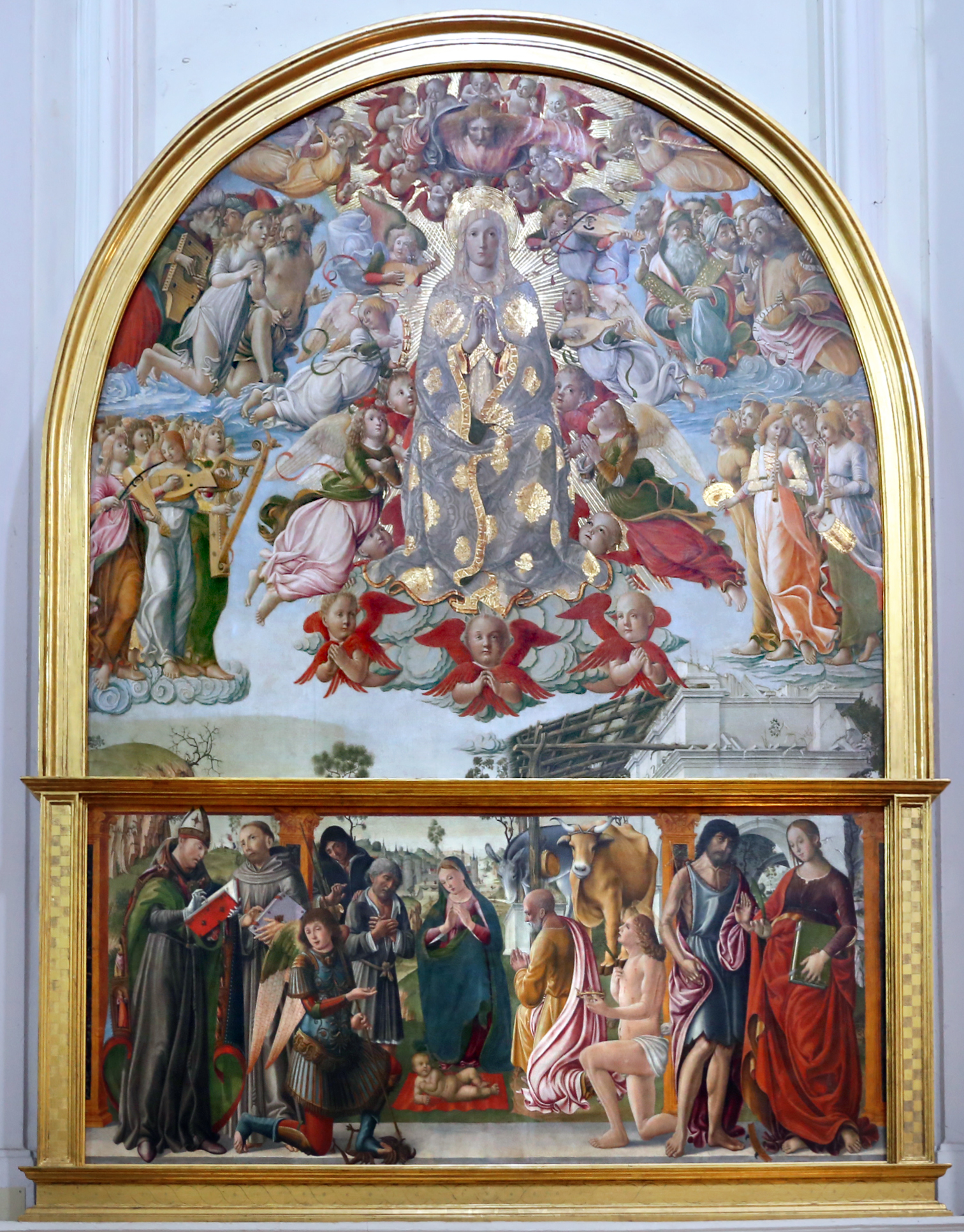
Assunzione della Madonna e Natività di Pietro di Domenico da Siena